# レーザーディスクゲーム
レーザーディスクゲーム（Laserdisc Video Game）は、映像表示にビデオディスクのレーザーディスクを使用した、テレビゲームのジャンルの一つである。一般に略してLDゲームと呼ばれる。1983年4月に日本で出荷開始された『アストロンベルト』がその第1号である。
特殊な仕様が必要とされる事から大部分は業務用の大型筐体ゲームである。家庭用製品として、パイオニア（ホームAV機器事業部。現：オンキヨーホームエンターテイメント）が1984年に発売したpalcom(パルコム。LDを接続可能なパイオニアのMSXパソコンのブランド)と、1993年に発売したレーザーアクティブ（LD-ROM²、MEGA-LD）が存在する。1990年代半ば以降、CD-ROMの採用などで動画再生が容易になった家庭用ゲーム機（メガCDやプレイステーションなど）に移植された作品もいくつかある。

## 特徴
筐体の内部に、通常のテレビゲームに必要な基板やモニター以外に、レーザーディスクとそのプレイヤーが内蔵されている。この大きさから汎用筐体ではなく、当初は大形筐体やコックピット型筐体として製造された。
ゲームの進行にあわせ、通常のテレビゲームは電子回路から送られるグラフィックをテレビ画面に出力するのに対し、LDゲームはレーザーディスクに収録された、長時間に渡る実写やアニメーションの映像を表示、場合によっては前述のグラフィックを重ねる。このため映画やテレビアニメなど版権物のゲーム化も多い。ビデオメディアの映像を使うので当時のビデオゲームのグラフィックでは不可能だった、細かくて美しい映像が表示される。
ビデオテープなどのテープメディアと違い、頭出ししたい場所をすぐ出せるというディスクメディアのメリットを活かし、プレイヤーがゲームの進行にあわせてジョイスティックやボタンを搭載したコントロールパネルを操作すると、該当する別カットの映像をすぐに表示、画面表示の切り替えも違和感無しに進める事ができる。
こうした仕組みの関係上、メーカーが共通なら再生用のディスクとコントロールパネルさえ交換すれば、別のゲームへのコンバートも比較的簡単であり、アーケードゲーム基板に順ずる互換性を最初から持ち合わせている。
前述のように1984年から発売されたパイオニアのMSXパソコンpalcomにアーケードのLDゲームが移植されており、このシステム専用の家庭用オリジナルLDゲームも開発されている。MSXパソコンは家電メーカーの共通規格であることから、パイオニアからはMSXパソコン一般でもLDに接続できるアダプターも発売された。このMSXを用いた家庭用LDゲームシステムに対して、LDのライバル規格のVHDでもVHDpc INTER ACTIONというパソコンと接続するシステムが用意され、アーケードではLDが用いられた『タイムギャル』『サンダーストーム』『ロードブラスター』などは家庭用ではVHDを用いたシステムに移植された。
なお、LDプレーヤー本体とリモコンのみで遊べるテレビゲームの範疇に属さないレーザーディスクゲームも存在し、パイオニアLDC（現：NBCユニバーサル・エンターテイメントジャパン）から1982年から1983年に『ミステリーディスク 殺人はいかが?』『ミステリーディスク 殺しの迷路』などの推理ゲーム、東芝EMI（現：ユニバーサル ミュージック ジャパン）からは1985年に『超時空要塞マクロス SFチャレンジゲーム』といったソフトがリリースされている。リモコンのチャプターサーチ、フレームサーチで選択肢を選んで入力するというゲームブックに近いシステムだった。後にミステリーディスクシリーズは、MSXパソコンを用いたLDゲームシステムへ1984年に移植された。
関連づけられるべき存在として、任天堂レジャーシステムの『ワイルドガンマン』（1974年）や『EVRレース』（1975年）、関西精機製作所の『ザ・ドライバー』（1982年）、ナムコ（現：バンダイナムコエンターテインメント(バンダイナムコホールディングス)）の『ギャラクシアン3』（1990年）が存在する。任天堂と関西精機製作所の方はフィルムを使用したゲームで、開発したメーカーと内部メカニックの構造の経緯でビデオゲームではなくエレメカとして認識されている。ただし、相違点は映像ソースがフィルムかLDかだけで、のちに米国のブレントレジャー社が発表した『ストリートバイパー』（1993年）とほとんど変わらず、広義に捉えればビデオゲームのカテゴリーに属することもできる。撮影はすべて東映が行っている。後者は1990年に開催された国際花と緑の博覧会（EXPO'90）のために開発された世界最大28人同時プレイ可能なシューティング・ビデオゲーム機で、当時出はじめたばかりのポリゴンによる3Dグラフィックが360度のスクリーンに映し出されるが、当時のゲーム基板の性能だけでは3Dグラフィックによりそれだけの映像をリアルタイムに映し出すことが不可能な為、自機(ガンナー)や一部の敵これらだけを3Dグラフィックとし、その他の背景映像や敵をあらかじめその映像が記録されているLD複数枚を同期再生させると言う方法だったと言う。のちに普及版として16人乗り、6人乗りの小型版筐体も開発されたが、それらも共通だと言う通り背景映像はLDで賄っていた。

## 短期間での衰退
LDゲームの登場当時は、非常に綺麗な映像を使えるビデオゲームとして、大いに期待されたが、実際の人気は短いものとなった。パイオニアの社史では、1983年後半から1984年初頭にかけてアメリカで大ブームになったものの、需要にあてこんで製造したLDプレーヤーが急激な冷え込みによって過剰在庫になり同社は赤字に陥ったとされている。
衰退の理由としては以下の要素が挙げられる（#参考文献参照）。
1. LDの元映像自体は鮮明だったが、ビデオゲーム用のテレビ画面では、再生映像が少々ぼやけていた。
2. アーケードゲーム、それも大形筐体という、酷使される条件を想定していなかったことに加え、当時のLDは熱や衝撃に弱かったため、故障が多発した。[注釈 1]
3. ゲームの奥行きそのものが浅かった。LD映像はプレイヤーの操作によって、次の映像を変えられるだけで大きく変化させる事が出来ず、ゲーム内容が実際は単なる覚えゲーである。例えば、シューティングゲームであれば、映像内の特定の場所を撃てばいい。ゲームによっては何百ヶ所も選択があるものの、正しい選択を覚えれえばラストまで簡単に行く事ができた。

ただしアメリカでは、日本に比べ独創的なゲームが好まれる傾向があるために、大ヒットのジャンルとなり、その後も1990年代前半までLDゲームが出ていたケースが見られた。
ビデオゲームのグラフィックの表現力が向上し、また、それ自身がビデオメディア無しでも動画が容易に扱えるようになったことで、LDを使用する必然性はなくなり、更にLD自体が衰退してLDプレーヤーが1990年代を最後に新商品の開発自体がなくなったことにより、1990年代後半にはアメリカでも新作がリリースされず市場から消えていくことになった。
1993年には家庭でLDゲームが楽しめる家庭用ゲーム機としてレーザーアクティブなども発売されたが、LDと同等の映像表現が可能で、しかも安価で取り扱いに優れたCD-ROMを採用した家庭用ゲーム機の普及によって、1990年代中盤にはゲーム用メディアの主流は完全にCD-ROMに移った。しかしその後も「映像に合わせてタイミングよく特定のボタンを押す」という要素はいくつかのゲームで踏襲され、現在は「クイックタイムイベント(QTE)」などと呼ばれている。
LDゲームの一部は、アマチェアを中心とするアーケードゲームコレクターにより保存されている。しかし、通常の汎用筐体用アーケード基板と異なり、前述通り特殊な仕様とサイズを必要とするため、大形筐体や体感筐体同様、かなりコアなコレクターでなければ保有出来ない。
メディアにDVD-ROMを採用したハードが主流となる2000年代には、技術的にはLDゲームの完全移植も可能となったが、前述の通りLDゲームの筐体は酷使に弱いことや、レーザーディスクの劣化の問題などもあって後年まで現存する基板が少ないため、ある程度の有名作品であっても現行ハードへの完全移植が絶望的な作品も多い。また、『宇宙戦艦ヤマト』のHDリマスター化に協力したゲーム開発会社ゴッチテクノロジーによると、現在（2023年時点）においてLDゲームを実機で遊ぶためには、基板だけでなく対応するプレイヤーや、読み取りエラーが出ないレーザーディスクといった機材も必要であるという

## 主なLDゲーム・日本国内メーカー
前述通り予想外のつまづきが大きかったため、アーケードの衰退が日本より一歩早く始まっていたアメリカでは、LDゲームの失敗で傾いたゲームメーカーも多い。なお以下の★印が付けられたゲームは、実写やアニメなど版権物作品のLDゲーム化である。

### セガ
- アストロンベルト（1983年）★

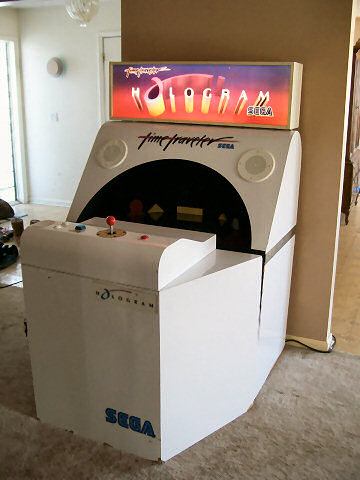
ホログラム筐体

  - LDゲーム第1号。1983年4月に日本でリリース。発表は1982年9月のアミューズメントマシンショーで行われている[1]。LDゲームとしては比較的寿命が長かった。なお使用されている背景の映像は東映製作のSF映画『宇宙からのメッセージ』と、テレビ特撮『宇宙刑事ギャバン』からの流用である。
- スターブレイザー（1983年）
  - 上記の作品のシステムを持った続編。スキャニメイトを使用したレーザーディスクゲーム。海外では"GALAXYRANGER"の題名でバリー＝ミッドウェイから発売。
- アルベガス（1984年）★
  - テレビ番組『光速電神アルベガス』のゲーム化。
- GPワールド（1984年）
  - 二画面を使用したゲーム。『アストロンベルト』、『スターブレイザー』のシステム流用を使ったもの。
- タイムトラベラー（1992年）
  - ホログラム筐体を使用した国内メーカー久々のLDゲーム。

### データイースト
- 幻魔大戦（1983年）★
  - 同名映画のゲーム化。
- 幻魔タロット（1983年）
  - 上記作品をモチーフにした占い機で、映像は全て新規に起こしている。
- サンダーストーム（1984年）
- ロードブラスター（1985年）
- チャンツェストーン（1985年・未発売）
  - 後に『トライアッドストーン』のタイトルでメガLDに移植し、『シュトラール』のタイトルで3DOやセガサターンにアレンジ移植されている。

### タイトー
- レーザーグランプリ（1983年）
- コスモスサーキット（1984年）
  - レースゲーム。アメリカではタイトーアメリカが販売。
- 忍者ハヤテ（1984年）
- 宇宙戦艦ヤマト（1985年）★
  - 同名テレビアニメのゲーム化[4]。
- タイムギャル（1985年）
- 冒険王タップル（1994年）

### コナミ
- バッドランズ（1984年）
  - ガンシューティングゲーム。アメリカではセンチュリー(Centuri)社から発売。
- マックスマイル（1984年、未発売）

### ユニバーサル
- ドラゴンズレア（1984年）
- スペースエース（1984年）
  - 上記2作品はシネマトロニクスからのライセンス。
- スーパードンキホーテ（1984年）
- トップギア（1984年・日本未発売）
- トップギア2（1985年・日本未発売）
- キャプテンザップ（1985年・日本未発売）
- スペースドラキュラ（1985年・未発売）
- アドベンチャーオブミスターDO（1985年・未発売）

### 船井電機、学研
- インター・ステラ（1983年）
- インターステラ ザンガス（1984年・未発売）
- エシュズオルンミラ（1984年）

### NEWジャトレ
- THE・野球拳
  - パート29までリリースされ、LD制御用として筐体内にMSXが入っていた。そのうち、パート24と26以降の作品にはレーザーディスクの替わりにフィリップス社のCD-iを使ったバージョンもリリースされた。2007年のAMショーにてDVD媒体での新作がリリースされる事が発表されていたが、最終的には未発売に終わっている。

他にも日本物産や三木商事、セイブ開発（CATS名義）による実写動画による脱衣麻雀も、広義に解釈すればLDゲームのジャンルとして捉える事も出来る。ただし実際に脱衣麻雀にレーザーディスクを媒体として使用したのは日本物産だけである。

## 主なLDゲーム・海外メーカー

### シネマトロニクス
- ドラゴンズレア（1983年）
  - 1983年7月にアメリカでリリースされた北米初のLDゲーム[1]。アニメの原画はディズニー出身のアニメーターであるドン・ブルースが担当した。同社は既に会社更生法が適用されていたが、このゲームは通常のアーケードの何十倍も儲かったため、持ち直すのではないかとも言われた。
- スペースエース（1984年）
  - 上記のアニメスタッフによるSF作品。
- SEA BEAST（1984・85年?・未発売）
  - RDIビデオシステムズとシネマトロニクスが共同開発予定だったレーザーディスクゲーム。ドン・ブルースチーム下書きのイラストが存在している。

### アタリゲームズ
- ファイヤーフォックス（1983年）★

- 宇宙空母ギャラクティカ（1984年・未発売）★

- ゴルフトレーナー（1984年・未発売）
- MALIBU GRAND PRIX（1984年・未発売）
- コップス（1994年）

### バリー＝ミッドウェイ
セガからのライセンス作品については#セガを参照。
- NFLフットボール（1983年）
  - 同社唯一のレーザーディスクゲーム。
- THE SPECTRE FILES（1987年・未発売）

### ウィリアムス
- スターライダー（1984年）

### マイルスター
- マッハ3（1983年）
  - 空戦ゲームで、日本ではタイトーから発売。画像処理にIntel 8088を使用するなど、前評判は高かった。しかし、注文が数千台もキャンセルされてしまった。
- USvsゼム（1984年）

### スターン（初代）
- クリフハンガー (ゲーム)（1983年）★
  - 日本では1984年にタイトーから販売。
- ゴーアルトゥーゴー（1984年）
- アトミックキャッスル（1984年）

### ミレニアムゲームプロダクツ
- フリーダムファイター（1987年）★

### アメリカンレーザーゲームズ
- マッドドッグマックリー（1990年）
  - 日本ではカプコンが1992年に販売。
- フーショットジョニーロック?（1991年）
- スペースパイレーツ（1992年）
- ギャラガーズギャラリー（1992年）
- マッドドッグII ザ・ロストゴールド（1992年）
- クライムパトロール（1993年）
  - 日本ではナムコが販売。
- ドラッグウォーズ（1993年）
- ファストドローショーダウン（1994年）
- ザ・ラストバウンティハンター（1994年）

以降は映像媒体にLDでなくDVDを使用する様になった。

### その他
- キューブクエスト（シムトレック、1983年）
  - アメリカの都市伝説『ポリビアス』の正体と推定されているゲーム。
- セレイヤーズクエスト（RDIビデオシステムズ、1984年）
- ドラゴンズレアII タイムワープ（リーランド、1991年）
- ストリートバイパー（ブレントレジャー、1993年）
  - 日本ではナムコが100台輸入販売した。